# Gente della notte (programma radiofonico)
Gente della notte è stata una trasmissione radiofonica in onda su Radio Deejay ogni venerdì, sabato e domenica dalle 22 alle 24. Per le prime due stagioni la conduzione è stata affidata a Frank e Sarah Jane Ranieri, mentre dal 2017 è condotta da Frank in solitaria fino a tutto il 2018. Dal gennaio al giugno 2019 è stato condotto da Gianluca Gazzoli.
Il programma ha esordito venerdì 4 settembre 2015 ed è andato a sostituire, nella medesima fascia oraria, lo storico  Deejay Time di Albertino. 
La trasmissione prevedeva una forte interazione con gli ascoltatori di Radio Deejay, che intervenivano in diretta per raccontare come stanno trascorrendo le serate dei giorni festivi e prefestivi della settimana. I conduttori inoltre pronevano anche notizie e temi diversi per ogni serata, scelti e curati dalle redattrici Claudia Campolo e Claudia Alfieri.
La regia della trasmissione era curata da Simone Paleari.  